# 李顯榮
李顯榮（1947年7月23日—），台灣台南人，建築師，曾為立法委員。現職為台北市大誠高中董事長、顯榮建築師事務所主持建築師、行政院公共工程委員會採購審議委員、台北市與新北市政府室裝暨公共安全和無障礙空間審議委員。

## 簡介
1980年代，李顯榮在新莊中港厝起造商業大樓，創設財元戲院。1987年10月，李顯榮設計之臺北縣議會大樓竣工。
2007年11月10日，李顯榮未獲中國國民黨提名參選臺北縣第一選舉區立法委員，燒掉持有四十一年的中國國民黨黨證、宣布退黨。李顯榮批評，國民黨無法落實本土化，國民黨提名之中華民國總統參選人馬英九連九二共識都不敢刪、根本是終極統一；同時批評，國民黨不讓詹啟賢名列不分區立委、欺騙二二八事件受難者家屬張安滿，不知改革，使他不再有期待。
2007年11月12日，李顯榮接受中華民國總統兼民主進步黨主席陳水扁約見後，確定接受民主進步黨徵召參選臺北縣第一選舉區立法委員。2007年11月13日，李顯榮宣布完成民進黨入黨程序。2008年1月，民進黨在立委選舉慘敗，李顯榮落選。

## 現職
1. 顯榮建築師事務所主持建築師
2. 台北市大誠高中董事長
3. 行政院公共工程委員會採購審議委員
4. 新北市政府、台北市政府建照、室裝、公安、無障礙空間審議委員

## 經歷
1. 發財證券董事長 8年
2. 漢榮創投董事長 8年
3. 永佳樂有線電視董事長 6年
4. 國衛衛星電視公司董事長 8年
5. 中華國際通訊董事長 3年

### 政治
1. 台北縣議會連任二屆 8年
2. 立法委員連任五屆 15年
3. 立法院內政委員會召集人
4. 立法院交通委員會召集人
5. 立法院程序委員會召集人
6. 立法院經費稽核委員會召集人
7. 蔡英文競選新北市長第一選區總幹事
8. 蔡英文競選總統第一選區總幹事

### 社團
1. 新北市台南同鄉會創會理事長
2. 新北市淡江大學校友會創會理事長
3. 新北市體育總會排球委員會主任委員
4. 新北市體育總會跆拳道委員會主任委員
5. 全國台南同鄉會理事長
6. 淡江大學中華民國校友總會總會長
7. 中華民國跆拳道委員會副理事長
8. 中華民國私立教育事業協會理事長
9. 台灣新城鄉發展協會創會理事長

## 學歷
1. 台南一中畢業
2. 淡江大學建築學系畢業
3. 高考及格建築師
4. 美國舊金山大學公共行政碩士
5. 美國諾瓦東南大學企管碩士
6. 淡大教育政策與領導研究所碩士
7. 國立政治大學教育學系博士

## 榮譽
1. 全國運動大會排球總冠軍主委
2. 全國運動大會跆拳總冠軍主委
3. 1989年世界青少年跆拳錦標賽團體銅牌總領隊
4. 2002年世界大學運動會跆拳道錦標賽團體銀牌總領隊
5. 2008年率領跆拳道國手參加北京奧運榮獲銅牌二面
6. 台北縣體育有功獎
7. 台灣省政府頒發傑出建築設計獎
8. 中華民國傑出建築師獎
9. 建築設計金石獎
10. 淡江大學傑出校友菁英獎

## 著作
1. 《永續校園政策執行評估研究》
2. 《台灣與美國永續校園教育政策執行之比較》
3. 《台北縣小校轉型特色發展差異探討》
4. 《高中職多元入學方案之教育政策執行評估研究》
5. 《台北縣國立高中永續校園生態指標差異性探討》

## 參選紀錄

### 2008年區域立法委員選舉
- 2007年，獲民主進步黨徵召提名為第七屆台北縣第一選區（淡水、三芝、石門、泰山、林口、八里）立法委員候選人。

| 2008年臺北縣第一選舉區立法委員選舉結果 | 2008年臺北縣第一選舉區立法委員選舉結果 | 2008年臺北縣第一選舉區立法委員選舉結果 | 2008年臺北縣第一選舉區立法委員選舉結果 | 2008年臺北縣第一選舉區立法委員選舉結果 | 2008年臺北縣第一選舉區立法委員選舉結果 | 2008年臺北縣第一選舉區立法委員選舉結果 |
| 號次                                   | 候選人                                 | 政黨                                   | 得票數                                 | 得票率                                 | 當選標記                               |                                        |
| -------------------------------------- | -------------------------------------- | -------------------------------------- | -------------------------------------- | -------------------------------------- | -------------------------------------- | -------------------------------------- |
| 1                                      | 王天裕                                 | 台灣人權聯盟                           | 242                                    | 0.17%                                  |                                        |                                        |
| 2                                      | 莊孟學                                 | 台灣團結聯盟                           | 1,598                                  | 1.12%                                  |                                        |                                        |
| 3                                      | 楊仁清                                 | 客家黨                                 | 325                                    | 0.23%                                  |                                        |                                        |
| 4                                      | 吳育昇                                 | 中國國民黨                             | 82,949                                 | 58.39%                                 |                                        |                                        |
| 5                                      | 李顯榮                                 | 民主進步黨                             | 56,594                                 | 39.83%                                 |                                        |                                        |
| 6                                      | 吳金治                                 | 第三社會黨                             | 366                                    | 0.26%                                  |                                        |                                        |
| 選舉人數                               | 選舉人數                               | 選舉人數                               | 247,852                                | 247,852                                | 247,852                                |                                        |
| 投票數                                 | 投票數                                 | 投票數                                 | 143,983                                | 143,983                                | 143,983                                |                                        |
| 有效票                                 | 有效票                                 | 有效票                                 | 142,074                                | 142,074                                | 142,074                                |                                        |
| 無效票                                 | 無效票                                 | 無效票                                 | 1,909                                  | 1,909                                  | 1,909                                  |                                        |
| 投票率                                 | 投票率                                 | 投票率                                 | 58.09%                                 | 58.09%                                 | 58.09%                                 |                                        |

## 政治活動及新聞事件

### 2008立法委員選舉
- 2007年11月10日，燒掉持有四十一年國民黨黨證、宣布退出國民黨的前國民黨籍立委李顯榮，在11月12日晚間接受陳水扁總統約見後，終於確定將改披綠袍，接受民進黨徵召，投入台北縣第一選區參選立委。[2]

### 2016總統、立法委員選舉
- 2015年9月4日，成為民進黨總統參選人蔡英文新北市競選總部第一選區（淡水等）總幹事[3] [4] 。

- 2015年10月29日，於民進黨與時代力量新北市第一選區立法委員整合協調中，因民進黨新北市第一選區立法委員參選人呂孫綾競選團隊內中的前立委李顯榮，主張須與馮光遠進行整合[5]。

### 2017桃機捷運
- 2017年1月，李顯榮表示，時任立委的他在交通委員會擔任召委時就力主中央政府應該介入機場捷運通車處理。如今終能在農曆年通車，但李顯榮認為還有一個問題沒有解決，「大家都只關心通車，但是周邊設施都還沒有弄好。」李顯榮說，捷運站一定要有民營公車、YouBike、停車格等配套，才能帶動活絡地方，不過他也對地方政府有信心，認為桃園市長鄭文燦一定會把他做好。[6]

### 2017愛心公益
- 2017年1月12日，台北市大誠高中董事長李顯榮博士到學生住家發放愛心紅包，並勉勵在學業上繼續努力，平常要孝順媽媽。希望透過此舉，拋磚引玉，讓更多社會人士幫助有需要的人，希望愛心活動能持續辦下去。[7]

## 爭議

### 槍擊事件
- 2008年2月16日凌晨，李顯榮結束與友人聚會準備自行駕車離開時，遭遇二名武裝歹徒強行進入車內並挾持，行駛間遇上警車，李顯榮跳車求救，歹徒情急下連開二槍射擊李背部後逃逸，李顯榮則由警方緊急送醫。據悉，李顯榮受槍傷後曾轉述歹徒應是臨時起意，目的是找他要十萬元而已，但根據地方人士猜測，李顯榮從新莊轉往淡水競選，不排除是選舉時的恩恩怨怨未了結，才因此「盯」上他，但槍擊案原因眾說紛紜、疑點重重，也是警方要釐清的重點。[8]

### 緋聞事件
- 李顯榮與一名樁腳妻子周女有曖昧關係，最早是被周女的丈夫發現，周女丈夫委託徵信業者跟監，在2010年5月2日下午5點左右，逮到李與周女在新北市三重區一間汽車旅館房間裡，並扣得兩人用過的衛生紙，周女丈夫控告兩人妨害家庭，不過之後和解撤告。[9]

## 外部連結
- 立法院 （页面存档备份，存于）